# Celles (Henegouwen)
Celles of Celles-lez-Tournai is een dorp en gemeente in de provincie Henegouwen in België en telt ruim  5500 inwoners. De gemeente ligt in het noordwesten van de provincie, nabij de Schelde die er de grens met de provincie West-Vlaanderen vormt.

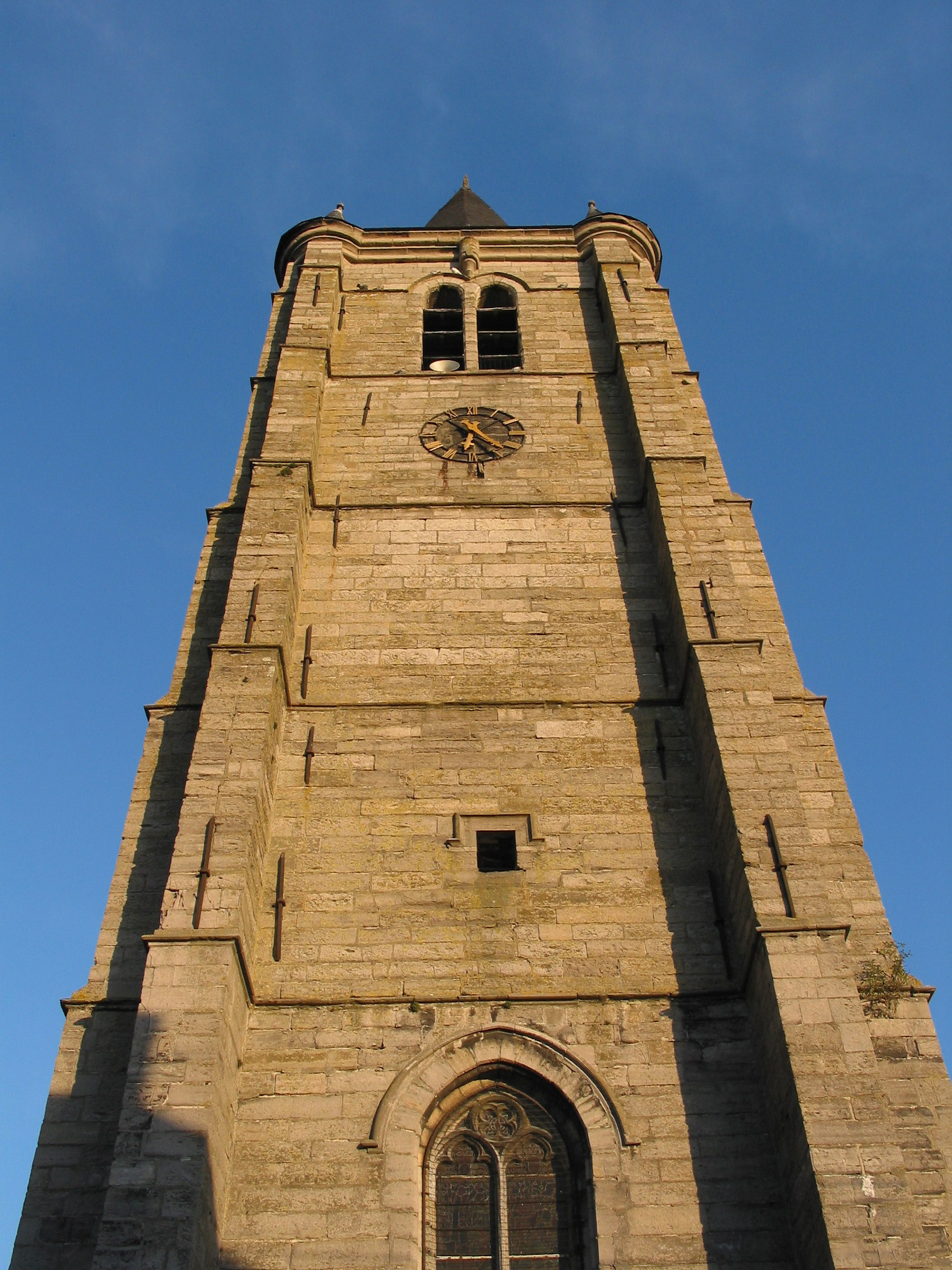
Kerk van Celles

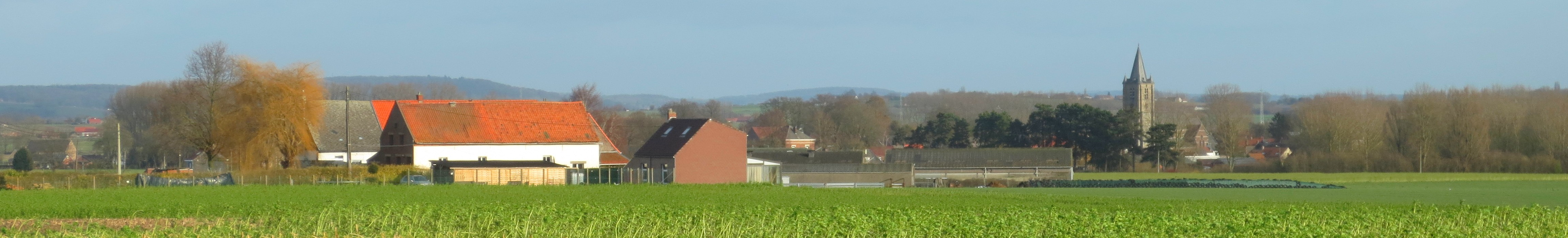
Celles

## Kernen
De gemeente bestaat naast Celles zelf nog uit de deelgemeenten Escanaffles, Molenbaix, Popuelles, Pottes en Velaines. Alle zes zijn dorpen in een uitgestrekt landelijk gebied. Escanaffles en Pottes in het noorden liggen aan de rechteroever van de Schelde.

### Kaart

Celles, deelgemeenten en buurgemeenten. De gele gebieden zijn bebouwde kernen.

### Deelgemeenten
| # | Naam             | Opp. (km²) | Inwoners (2020) | Inwoners per km² | NIS-code |
| - | ---------------- | ---------- | --------------- | ---------------- | -------- |
| 1 | Celles (I)       | 9,33       | 1.051           | 113              | 57018A   |
| 2 | Molenbaix (IV)   | 11,46      | 814             | 71               | 57018B   |
| 3 | Pottes (III)     | 12,58      | 1.321           | 105              | 57018C   |
| 4 | Escanaffles (II) | 13,45      | 1.141           | 85               | 57018D   |
| 5 | Velaines (V)     | 16,97      | 1.157           | 68               | 57018E   |
| 6 | Popuelles (VI)   | 3,69       | 203             | 55               | 57018F   |

### Aangrenzende gemeenten
De gemeente Celles grenst aan de volgende gemeenten en dorpen:
| - a. Orroir (gemeente Mont-de-l'Enclus) - b. Amougies (gemeente Mont-de-l'Enclus) - c. Anserœul (gemeente Mont-de-l'Enclus) - d. Arc-Ainières (gemeente Frasnes-lez-Anvaing) - e. Cordes (gemeente Frasnes-lez-Anvaing) - f. Forest (gemeente Frasnes-lez-Anvaing) - g. Quartes (stad Doornik) - h. Melles (stad Doornik) - i. Mourcourt (stad Doornik) |

| - j. Mont-Saint-Aubert (stad Doornik) - k. Obigies (gemeente Pecq) - l. Hérinnes (gemeente Pecq) - m. Spiere (gemeente Spiere-Helkijn) - n. Helkijn (gemeente Spiere-Helkijn) - o. Bossuit (gemeente Avelgem) - p. Outrijve (gemeente Avelgem) - q. Avelgem (gemeente Avelgem) |

## Bezienswaardigheden
- Het Château du Grand-Châtelet is een neoclassicistisch bouwwerk uit de 2e helft van de 19e eeuw.
- Het Château de la Cazerie vooral vormgegeven in de 18e en 19e eeuw
- De Sint-Christoffelkerk (Église Saint-Christophe) heeft een gotische toren uit 1512 en een neogotisch kerkschip van 1906.

## Natuur en landschap
Celles ligt aan de Rieu de la l'Haye. De hoogte bedraagt 19-4- meter.

## Demografische ontwikkeling

### Demografische ontwikkeling voor de fusie
- Bron:NIS - Opm:1831 t/m 1970=volkstellingen; 1976= inwoneraantal op 31 december
- 1846: Afsplitsing van Molenbaix in 1836

### Demografische ontwikkeling van de fusiegemeente
Alle historische gegevens hebben betrekking op de huidige gemeente, inclusief deelgemeenten, zoals ontstaan na de fusie van 1 januari 1977.
- Bronnen:NIS, Opm:1831 tot en met 1981=volkstellingen; 1990 en later= inwonertal op 1 januari

| Inwoners van jaar tot jaar op 1 januari 1992 tot heden | Inwoners van jaar tot jaar op 1 januari 1992 tot heden | Inwoners van jaar tot jaar op 1 januari 1992 tot heden |
| jaar                                                   | Aantal                                                 | Evolutie: 1992=index 100                               |
| ------------------------------------------------------ | ------------------------------------------------------ | ------------------------------------------------------ |
| 1992                                                   | 5.422                                                  | 100,0                                                  |
| 1993                                                   | 5.474                                                  | 101,0                                                  |
| 1994                                                   | 5.463                                                  | 100,8                                                  |
| 1995                                                   | 5.447                                                  | 100,5                                                  |
| 1996                                                   | 5.394                                                  | 99,5                                                   |
| 1997                                                   | 5.380                                                  | 99,2                                                   |
| 1998                                                   | 5.357                                                  | 98,8                                                   |
| 1999                                                   | 5.389                                                  | 99,4                                                   |
| 2000                                                   | 5.415                                                  | 99,9                                                   |
| 2001                                                   | 5.413                                                  | 99,8                                                   |
| 2002                                                   | 5.438                                                  | 100,3                                                  |
| 2003                                                   | 5.450                                                  | 100,5                                                  |
| 2004                                                   | 5.445                                                  | 100,4                                                  |
| 2005                                                   | 5.451                                                  | 100,5                                                  |
| 2006                                                   | 5.440                                                  | 100,3                                                  |
| 2007                                                   | 5.447                                                  | 100,5                                                  |
| 2008                                                   | 5.453                                                  | 100,6                                                  |
| 2009                                                   | 5.492                                                  | 101,3                                                  |
| 2010                                                   | 5.466                                                  | 100,8                                                  |
| 2011                                                   | 5.491                                                  | 101,3                                                  |
| 2012                                                   | 5.553                                                  | 102,4                                                  |
| 2013                                                   | 5.554                                                  | 102,4                                                  |
| 2014                                                   | 5.591                                                  | 103,1                                                  |
| 2015                                                   | 5.555                                                  | 102,5                                                  |
| 2016                                                   | 5.611                                                  | 103,5                                                  |
| 2017                                                   | 5.667                                                  | 104,5                                                  |
| 2018                                                   | 5.665                                                  | 104,5                                                  |
| 2019                                                   | 5.666                                                  | 104,5                                                  |
| 2020                                                   | 5.691                                                  | 105,0                                                  |
| 2021                                                   | 5.612                                                  | 103,5                                                  |
| 2022                                                   | 5.675                                                  | 104,7                                                  |
| 2023                                                   | 5.684                                                  | 104,8                                                  |
| 2024                                                   | 5.722                                                  | 105,5                                                  |
| 2025                                                   | 5.775                                                  | 106,5                                                  |

## Politiek

### Resultaten gemeenteraadsverkiezingen sinds 1976
| Partij                                                  | 10-10-1976 | 10-10-1976 | 10-10-1982 | 10-10-1982 | 9-10-1988 | 9-10-1988 | 9-10-1994 | 9-10-1994 | 8-10-2000 | 8-10-2000 | 8-10-2006 | 8-10-2006 | 14-10-2012 | 14-10-2012 | 14-10-2018 | 14-10-2018 | 13-10-2024 | 13-10-2024 | 12-01-2025 | 12-01-2025 |
| Stemmen / Zetels                                        | %          | 17         | %          | 17         | %         | 17        | %         | 17        | %         | 17        | %         | 17        | %          | 17         | %          | 17         | %          | 17         | %          | 17         |
| ------------------------------------------------------- | ---------- | ---------- | ---------- | ---------- | --------- | --------- | --------- | --------- | --------- | --------- | --------- | --------- | ---------- | ---------- | ---------- | ---------- | ---------- | ---------- | ---------- | ---------- |
| PS1/CEL.DMA/Cel'AvenirB/Celles Demain2                  | 32,411     | 5          | 31,721     | 5          | 31,781    | 5         | 51,92A    | 9         | 57,81A    | 11        | 63,32A    | 11        | 56,4A      | 11         | 51,21B     | 9          | 22,302     | 4          | 22,062     | 3          |
| PRL1/PRL-OG2/CEL.DMA/Cel'AvenirB/LB/OCC                 | 20,791     | 3          | 21,271     | 3          | 21,982    | 3         | 51,92A    | 9         | 57,81A    | 11        | 63,32A    | 11        | 56,4A      | 11         | 51,21B     | 9          | 43,68C     | 8          | 45,25C     | 9          |
| C'autrement1/Objec.CitoyenA/ LB/OCC                     | -          |            | -          |            | -         |           | -         |           | -         |           | -         |           | 17,851     | 2          | 45,94A     | 8          | 43,68C     | 8          | 45,25C     | 9          |
| PSC1/I.C.S.C.2/CDH3/ I.C.4/Objec.CitoyenA/ Les Engagés5 | 46,81      | 9          | 47,01      | 9          | 46,242    | 9         | 48,082    | 8         | 37,22     | 6         | 36,683    | 6         | 25,754     | 4          | 45,94A     | 8          | 28,135     | 5          | 27,315     | 5          |
| U.C.                                                    | -          |            | -          |            | -         |           | -         |           | 4,98      | 0         | -         |           | -          |            | 2,86       | 0          | -          |            | -          |            |
| Celles Moment                                           | -          |            | -          |            | -         |           | -         |           | -         |           | -         |           | -          |            | -          |            | 5,88       | 0          | 5,39       | 0          |
| Totaal stemmen                                          | 3936       | 3936       | 3870       | 3870       | 3865      | 3865      | 3910      | 3910      | 3946      | 3946      | 3929      | 3929      | 3945       | 3945       | 4064       | 4064       | 4057       | 4057       | 3952       | 3952       |
| Opkomst %                                               |            |            |            |            | 95,36     | 95,36     | 95,51     | 95,51     | 95,66     | 95,66     | 96,02     | 96,02     | 94,70      | 94,70      | 93,68      | 93,68      | 91,85      | 91,85      | 88,73      | 88,73      |
| Blanco en ongeldig %                                    | 2,72       | 2,72       | 3,07       | 3,07       | 3,6       | 3,6       | 5,52      | 5,52      | 5,93      | 5,93      | 5,90      | 5,90      | 6,29       | 6,29       | 6,10       | 6,10       | 6,95       | 6,95       | 6,05       | 6,05       |

De uitslag voor de gemeenteraadsverkiezingen van 13 oktober 2024 werd op 25 november 2024 nietig verklaard door de Franstalige Raad voor de Lokale Verkiezingen, na een klacht van de partijen LB-OC en Celles Moment vanwege vermoedens van onregelmatigheden. Volgens de Raad voldeden 22 van de 215 stemmen per volmacht niet aan de wettelijke voorschriften en konden ze daardoor ongeldig worden verklaard. Omdat lijst LB-OC van uittredend burgemeester Michaël Busine 17 stemmen te weinig had gekregen om een absolute meerderheid te behalen, kon dat het resultaat van de verkiezingen hebben beïnvloed. Zodoende dienden er 50 dagen na de nietigverklaring nieuwe verkiezingen te worden uitgeschreven, terwijl de uittredende gemeenteraad op post bleef om de lopende zaken af te handelen. Nieuwe verkiezingen werden gehouden op zondag 12 januari 2025.

## Nabijgelegen kernen
Molenbaix, Velaines, Cordes, Arc, Escanaffles, Anserœul